# Journal de Cherbourg
Le Journal de Cherbourg, non politique, commercial, maritime, judiciaire, agricole et littéraire est un quotidien français paru le jeudi et le dimanche du 3 mars 1833 au 27 mars 1862.

## Historique
Pendant le premier tiers du XIXe siècle, Cherbourg n’a pas eu de journal local. Le premier périodique, rédigé et imprimé dans la ville, a été fondé par Alexandre Auguste de Berruyer et Léon Barbey d'Aurevilly. Il a été rédigé par Berruyer jusqu’au 17 avril 1835, puis par Alexis Géhin, dit Vérusmor.

## Titrage
À partir du 1er septembre 1833, le titre porte Journal de Cherbourg et du département de la Manche, non politique. Le premier numéro de 1838 se dit désormais Journal de Cherbourg et du département de la Manche, politique, commercial, maritime, judiciaire, agricole et littéraire. À partir du 23 juillet 1846, alors que la mention « politique » avait disparu du sous-titre quelque temps, la mention « Opposition constitutionnelle » apparait sous le titre avec la mention « politique » dans le sous-titre, signalant que le mouvement qui devait aboutir à la Révolution de 1848, commençait alors à Cherbourg. Du 2 mars 1848 au 8 janvier 1852, le titre devient Journal de Cherbourg organe des vœux et des intérêts du peuple avec « République française. — Liberté, égalité, fraternité » en épigraphe.
Il a été remplacé par le Courrier de Cherbourg.

## Rédacteurs
- Hippolyte Vallée
- Jean Fleury